# Фучжоу (Цзянсі)
Фучжоу (кит. спр. 抚州市, піньїнь: Fŭzhōu Shì) — місто-округ в східнокитайській провінції Цзянсі.

## Географія
Фучжоу розташовується у центральній частині провінції на висоті близько 45 метрів над рівнем моря, лежить на річці Фухе (басейн Поянху).

### Клімат
Місто знаходиться у зоні, котра характеризується вологим субтропічним кліматом. Найтепліший місяць — липень із середньою температурою 29,6 °C. Найхолодніший місяць — січень, із середньою температурою 5,6 °С.
| Клімат Фучжоу (район Дунсян) | Клімат Фучжоу (район Дунсян) | Клімат Фучжоу (район Дунсян) | Клімат Фучжоу (район Дунсян) | Клімат Фучжоу (район Дунсян) | Клімат Фучжоу (район Дунсян) | Клімат Фучжоу (район Дунсян) | Клімат Фучжоу (район Дунсян) | Клімат Фучжоу (район Дунсян) | Клімат Фучжоу (район Дунсян) | Клімат Фучжоу (район Дунсян) | Клімат Фучжоу (район Дунсян) | Клімат Фучжоу (район Дунсян) | Клімат Фучжоу (район Дунсян) |
| Показник                     | Січ.                         | Лют.                         | Бер.                         | Квіт.                        | Трав.                        | Черв.                        | Лип.                         | Серп.                        | Вер.                         | Жовт.                        | Лист.                        | Груд.                        | Рік                          |
| Середній максимум, °C        | 9,6                          | 12                           | 16,1                         | 22,5                         | 27,4                         | 30,1                         | 34,1                         | 33,4                         | 29,5                         | 24,4                         | 18,5                         | 12,7                         | 22,5                         |
| Середня температура, °C      | 5,6                          | 8                            | 11,8                         | 18                           | 22,9                         | 26                           | 29,6                         | 28,8                         | 25                           | 19,5                         | 13,5                         | 7,6                          | 18                           |
| Середній мінімум, °C         | 2,7                          | 5                            | 8,6                          | 14,5                         | 19,3                         | 22,7                         | 25,8                         | 25,3                         | 21,6                         | 15,9                         | 9,8                          | 4                            | 14,6                         |
| Норма опадів, мм             | 87.9                         | 119.1                        | 204.6                        | 249                          | 238.4                        | 333                          | 154.9                        | 133.9                        | 79.3                         | 55.1                         | 80.1                         | 55.9                         | 1791.2                       |
| Вологість повітря, %         | 82                           | 81                           | 82                           | 81                           | 79                           | 81                           | 73                           | 77                           | 79                           | 77                           | 78                           | 77                           | 78.9                         |
| ---------------------------- | ---------------------------- | ---------------------------- | ---------------------------- | ---------------------------- | ---------------------------- | ---------------------------- | ---------------------------- | ---------------------------- | ---------------------------- | ---------------------------- | ---------------------------- | ---------------------------- | ---------------------------- |
| Джерело: data.cma.cn         |                              |                              |                              |                              |                              |                              |                              |                              |                              |                              |                              |                              |                              |